# Jagged Little Pill
Pour les articles homonymes, voir Pill (homonymie).
Albums de Alanis Morissette
Now Is the Time
(1992) Supposed Former Infatuation Junkie
(1998)
Singles
1. You Oughta Know
Sortie : 6 juillet 1995
2. Hand in My Pocket
Sortie : 31 octobre 1995
3. All I Really Want
Sortie : 1er décembre 1995
4. Ironic
Sortie : 27 février 1996
5. You Learn
Sortie : 9 juillet 1996
6. Head over Feet
Sortie : 16 septembre 1996

Jagged Little Pill est le 3e album studio d'Alanis Morissette, sorti le 13 juin 1995. C'est son premier album à être sorti internationalement. Il marque un tournant dans sa carrière avec un changement d'orientation musicale et des textes très introspectifs exprimant ses frustrations et sa colère. Il atteint la première place des classements de ventes d'albums dans plusieurs pays, dont les États-Unis, le Royaume-Uni et le Canada, et se vend à plus de 33 millions d'exemplaires dans le monde entier. Il obtient le Grammy Award de l'album de l'année.

## Contexte et enregistrement
Après avoir sorti deux albums de teen pop qui n'ont été distribués qu'au Canada, Alanis Morissette rencontre en 1993 l'agent artistique Scott Welch, qui est impressionné par sa voix. Il la persuade de déménager de chez ses parents pour s'installer à Toronto afin de travailler avec d'autres personnes mais cela n'apporte pas les résultats espérés. Elle se rend par la suite à Los Angeles pour y rencontrer d'éventuels collaborateurs et y vit quelques mésaventures qui la marquent psychologiquement, se faisant notamment voler par un homme armé qui la braque à bout portant.
Elle rencontre par la suite le producteur Glen Ballard, qui croit en son talent et la laisse utiliser ses studios. La première chanson qu'ils écrivent ensemble est un titre appelé The Bottom Line, qui n'est pas retenu pour l'album mais est intégré à sa réédition pour le 20e anniversaire de sa sortie. Alanis Morissette s'éloigne du style pop pour s'orienter vers un son plus rock et écrit des textes autobiographiques inspirés des désillusions qu'elle a connues en un an. La collaboration entre Alanis Morissette et Glen Ballard est fructueuse, ils écrivent et enregistrent notamment la chanson Perfect en vingt minutes et une seule prise. En deux semaines, ils enregistrent une démo de Jagged Little Pill et démarchent les labels discographiques. Maverick Records, le seul label intéressé, lui fait signer un contrat à la fin de l'année 1994. Alanis Morissette et Glen Ballard retournent alors en studio pour finaliser leurs maquettes.

## Parution et accueil

### Succès commercial
Maverick Records espère vendre environ 250 000 albums mais You Oughta Know, qui bénéficie de la collaboration de Flea et Dave Navarro des Red Hot Chili Peppers, est diffusé par la station KROQ et obtient un grand succès, passant ensuite en boucle sur MTV, ce qui permet aux ventes de l'album d'exploser.
L'album fait partie de ceux ayant eu le plus de succès commercial en Amérique du Nord dans les années 1990, étant certifié seize fois disque de platine aux États-Unis et double disque de diamant au Canada, soit plus de 18 millions d'exemplaires vendus. Il connaît aussi un grand succès en Europe, où il se vend à plus de sept millions d'exemplaires. Il atteint la première place des classements musicaux dans une douzaine de pays à travers le monde.

### Accueil critique
Les critiques sont généralement positives. Pour Stephen Erlewine, d'AllMusic, qui lui donne la note de 4,5 étoiles sur 5, l'album est « étonnamment efficace, une fascinante exploration de la psychologie d'une jeune femme » où Alanis Morissette « explore de façon inébranlable des émotions si communes que la plupart des gens auraient honte de les exprimer ». Le magazine Rolling Stone évoque un album « proche de la perfection » où Alanis Morissette « utilise sa voix sobre pour passer au travers du naufrage émotionnel de sa jeunesse avec suffisamment de cœur et de qualité d'écriture pour faire vibrer un nombre incalculable d'auditeurs ». Anne-Claire Duchossoy, de Music Story, lui donne 4 étoiles sur 5, évoquant des « titres pleins d’énergie et de colère [qui] laissent aussi la place à des morceaux plus calmes au style plus folk avec la présence d’une guitare acoustique et d’un harmonica ». Le site albumrock lui donne 4,5 guitares sur 5, écrivant qu'elle a réussi « là où beaucoup ont échoué : faire de la pop intelligente saupoudrée juste ce qu'il faut de rock » et qu'il « n'est pas difficile à comprendre que cet album est incontournable tant sa qualité n'est plus à démontrer ». Robert Christgau lui donne le note de B+, estimant que l'album comporte « six ou sept chansons très efficaces » mais aussi quelques titres trop naïfs ou excessivement dramatiques. Le magazine Q lui donne quatre étoiles sur cinq, et le New Musical Express la note de 7/10.
Parmi les critiques négatives, David Browne, d'Entertainment Weekly, dénonce la voix et les textes de la chanteuse ainsi que les « arrangements maladroits » de Glen Ballard, et estime qu'en dehors de You Oughta Know, l'album est « dur à avaler » (jeu de mots avec le titre de l'album).

### Classements et certifications
| Pays                                         | Meilleure position |
| -------------------------------------------- | ------------------ |
| Allemagne (Media Control AG)                 | 3                  |
| Australie (ARIA)                             | 1                  |
| Autriche (Ö3 Austria Top 40)                 | 2                  |
| Belgique (Flandre Ultratop)                  | 1                  |
| Belgique (Wallonie Ultratop)                 | 2                  |
| Canada (Canadian Albums Chart)               | 1                  |
| Danemark (Tracklisten)                       | 1                  |
| États-Unis (Billboard 200)                   | 1                  |
| Finlande (Suomen virallinen lista)           | 1                  |
| France (SNEP)                                | 6                  |
| Irlande (Irish Albums Chart)                 | 1                  |
| Italie (FIMI)                                | 2                  |
| Norvège (VG-lista)                           | 3                  |
| Nouvelle-Zélande (RIANZ)                     | 1                  |
| Pays-Bas (Mega Album Top 100)                | 1                  |
| Portugal (Associação Fonográfica Portuguesa) | 1                  |
| Royaume-Uni (UK Albums Chart)                | 1                  |
| Suède (Sverigetopplistan)                    | 1                  |
| Suisse (Schweizer Hitparade)                 | 2                  |

| Pays                    | Ventes       | Certifications |
| ----------------------- | ------------ | -------------- |
| Allemagne (BVMI)        | 1 000 000 +  | 2 × Platine    |
| Argentine (CAPIF)       | 60 000 +     | Platine        |
| Australie (ARIA)        | 980 000 +    | 14 × Platine   |
| Autriche (IFPI)         | 100 000 +    | 2 × Platine    |
| Belgique (BEA)          | 100 000 +    | 2 × Platine    |
| Brésil (ABPD)           | 100 000 +    | Or             |
| Canada (Music Canada)   | 2 000 000 +  | 2 × Diamant    |
| Espagne (PROMUSICAE)    | 300 000 +    | 3 × Platine    |
| États-Unis (RIAA)       | 16 000 000 + | 16 × Platine   |
| Finlande (IFPI)         | 60 000 +     | Platine        |
| France (SNEP)           | 300 000 +    | Platine        |
| Italie (FIMI)           | 500 000 +    | Diamant        |
| Norvège (IFPI)          | 50 000 +     | Platine        |
| Nouvelle-Zélande (RMNZ) | 15 000 +     | Platine        |
| Pays-Bas (NVPI)         | 400 000 +    | 4 × Platine    |
| Pologne (ZPAV)          | 50 000 +     | Or             |
| Royaume-Uni (BPI)       | 3 000 000 +  | 10 × Platine   |
| Suède (IFPI)            | 200 000 +    | 2 × Platine    |
| Suisse (IFPI)           | 50 000 +     | Platine        |

### Tournée
À la suite du considérable succès commercial remporté par l'album, Alanis Morissette part en tournée mondiale pendant 18 mois. Un DVD live est enregistré à partir de ses concerts à La Nouvelle-Orléans et à Ottawa. La chanteuse écrit certaines des chansons de son album suivant pendant qu'elle est en tournée et en intègre certaines à son répertoire pour les tester en concert, notamment Can't Not, No Pressure over Cappuccino et Joining You. La tournée se termine en décembre 1996, à la suite de quoi Alanis Morissette fait une pause d'un an et demi durant laquelle elle découvre notamment l'Inde, voyage qui a un grand impact sur sa spiritualité.

## Caractéristiques artistiques

### Thèmes et composition
L'album est très introspectif, Alanis Morissette y exprimant sa colère de façon cathartique. L'album présente plusieurs aperçus d'expériences de la vie que peut faire une jeune femme. La colère et d'autres émotions négatives, comme le désespoir, la peur et la résignation, dominent mais sont contrebalancés occasionnellement par des chansons plus optimistes qui évoquent le début de relations amoureuses ou la prise de conscience et d'assurance qui viennent avec certaines expériences.
All I Really Want exprime sa frustration et ses désirs. Le premier single de l'album, You Oughta Know, est une chanson dure et amère sur un amant infidèle et lâche. Perfect aborde le thème des parents qui en demandent trop à leurs enfants alors que Hand in My Pocket expose les contradictions de sa personnalité. Dans Right Through You, la narratrice est une femme dont la vie est contrôlée par un homme qui l'objectifie jusqu'à ce qu'elle le perce à jour. Il évoque probablement Leslie Howe, le premier producteur d'Alanis Morissette. Forgiven traite de la place subalterne réservée aux femmes par la religion. Dans You Learn, la vie est vue comme une expérience d'apprentissage à travers les erreurs que l'on fait.
Head over Feet est la seule chanson de l'album à exprimer l'amour de façon positive, la narratrice étant amoureuse d'un homme compréhensif qui a une bonne capacité d'écoute. Cet optimisme est de courte durée car la chanson suivante, Mary Jane, aborde le thème des violences conjugales et de l'impuissance et du désespoir ressentis alors. Ironic, le plus grand succès de l'album, évoque l'ironie de la vie. Alanis Morissette a été critiquée plusieurs fois car les situations décrites dans la chanson ne correspondent pas à la définition du terme « ironique », d'autres analystes ayant au contraire affirmé que la plus grande ironie de la chanson était qu'elle ne contenait pas d'ironie. Not the Doctor et Wake Up, les deux dernières chansons de l'album, sont aussi les moins connues. La première comparant dans les couplets diverses sortes de relations possessives à des maladies pour lesquelles la narratrice affirme dans le refrain qu'elle n'a pas de remède. La seconde dénonce l'apathie générale, le manque d'émotion et d'implication des gens. La piste cachée Your House, chantée a cappella, évoque une jeune femme qui va chez son ex, trouve la maison vide, se sert de certaines choses une dernière fois et découvre une lettre d'amour d'une autre femme.

### Titre et pochette
La phrase ayant donné son titre à l'album, « Swallow it down (what a jagged little pill) » (en français « Avale-la (qu'elle est dure à avaler cette petite pilule) »), figure dans la chanson You Learn. La « petite pilule dure à avaler » représente les multiples épreuves et leçons de la vie que nous devons accepter, ou du moins supporter.

## Distinctions
L'album est récompensé par le Grammy Award de l'album de l'année et le Grammy Award du meilleur album rock en 1996,. La même année, il est récompensé dans les deux mêmes catégories lors des prix Juno.

## Postérité
L'album est classé 45e dans la liste des « 100 plus grands albums des années 1990 » du magazine Rolling Stone. Gilles Verlant et Thomas Caussé, dans la Discothèque parfaite de l'odyssée du rock, le considèrent comme un « album foudroyant » avec des « guitares saturées, un son rugueux et une voix traversée d'éclairs, de soubresauts, d'envolées à fleur de nerfs ». Dans Les 1001 albums qu'il faut avoir écoutés dans sa vie, il est qualifié d'« album de rock intéressant dans sa globalité avec des morceaux sans complaisance et plusieurs passages à se damner » et a sa place dans le livre pour son « impact sur le rock féminin tout autant que pour les grandes chansons qu'il contient ».
Le succès de l'album et son influence sur le rock féminin sont considérés comme des facteurs ayant contribué de façon décisive au lancement des carrières de Tracy Bonham, Meredith Brooks et surtout Avril Lavigne et Pink. Katy Perry le considère pour sa part comme « l'album le plus parfait qui ait été réalisé par une femme ».
En mai 2018, une adaptation de l'album sous la forme d'une comédie musicale du même nom est créée à l'American Repertory Theater de Cambridge avec un livret de Diablo Cody et une mise en scène de Diane Paulus. Cette comédie musicale est très bien accueillie par la critique.

## Fiche technique

### Liste des chansons
Toutes les paroles sont écrites par Alanis Morissette, toute la musique est composée par Alanis Morissette et Glen Ballard.
| 1.  | All I Really Want                       | 4:44 |
| 2.  | You Oughta Know                         | 4:09 |
| 3.  | Perfect                                 | 3:07 |
| 4.  | Hand in My Pocket                       | 3:41 |
| 5.  | Right Through You                       | 2:55 |
| 6.  | Forgiven                                | 5:00 |
| 7.  | You Learn                               | 3:59 |
| 8.  | Head over Feet                          | 4:27 |
| 9.  | Mary Jane                               | 4:40 |
| 10. | Ironic                                  | 3:49 |
| 11. | Not the Doctor                          | 3:47 |
| 12. | Wake Up                                 | 4:53 |
| 13. | You Oughta Know (Jimmy the Saint Blend) | 4:10 |
| 14. | Your House (piste cachée)               | 3:37 |

### Crédits
| - Alanis Morissette – chant, harmonica - Glen Ballard – guitare, claviers - Dave Navarro – guitare sur You Oughta Know - Basil Fung – guitare - Michael Landau – guitare - Joel Shearer – guitare - Lance Morrison – basse - Flea – basse sur You Oughta Know - Michael Thompson – orgue - Benmont Tench – orgue - Rob Ladd – percussion, batterie - Matt Laug – batterie - Gota Yashiki – samples sur All I Really Want | - Glen Ballard – producteur, ingénieur du son, mixage - Ted Blaisdell, David Schiffman – ingénieurs du son additionnels - Victor McCoy, Rich Weingart – assistants ingénieur du son - Chris Fogel – ingénieur du son, mixage - Francis Buckley – mixage - Jolie Levine – coordination de la production - Chris Bellman – mastering - Tom Recchion – directeur artistique, design - John Patrick Salisbury – photographie |